# Жданко, Михаил Ефимович
Михаил Ефимович Жданко (1855, Ставрополь — 1921, Петроград) — русский генерал корпуса гидрографов, гидрограф-геодезист, исследователь Белого моря и морей Дальнего Востока.
Один из ведущих русских гидрографов, учёный с мировым именем. После Октябрьской революции поступил на службу в Рабоче-крестьянский Красный флот, сотрудник Постоянной полярной комиссии при Академии наук. Принимал участие в создании Гидрологического института.

## Биография
Из дворян. Родился 4 ноября (16 ноября по новому стилю) 1855 года в Пятигорске, ныне Ставропольского края. Брат генерала А. Е. Жданко.
- Окончил Ставропольскую классическую гимназию с золотой медалью.
- В 1876 году окончил физико-математический факультет Московского университета.
- 6 сентября 1877 года поступил на службу юнкером флота.
- В 1879 году окончил Морской корпус.
- В 1879—1881 гг. на клипере «Разбойник» совершил кругосветное плавание.
- С 1886 года вёл гидрографические работы на Белом море.
- С 6 апреля 1888 года — действительный член Русского географического общества.
- В 1886—1890 гг. — начальник Отдельной съёмки Белого моря.
- В 1896 году окончил гидрографическое отделение Николаевской морской академии.
- В 1898—1913 гг. — начальник гидрографической экспедиции Тихого океана. Выполнял опись Жёлтого моря в районе Квантунского полуострова и залива Ялу, руководил обследованием Сахалинского фарватера и фарватера Невельского.
- В 1899—1901 гг. участвовал в военных событиях в период Ихэтуаньского восстания. Участник Китайского похода 1901 года.
- 6 апреля 1903 года произведён в полковники.
- В 1904—1905 гг. участник русско-японской войны 1904—1905, руководил навигационно-гидрографическим обеспечением действий русского флота: заведовал наблюдательными постами по побережью от Николаевска-на-Амуре до границы с Кореей и одновременно руководил работами по очистке фарватеров от мин.
- С 1908 года руководил обширными гидрографическими исследованиями в Японии, Охотском и Беринговом морях. Выполнил первые гравиметрические измерения на берегах Жёлтого и Японского морей, занимался гидрологией.
- В 1913 году назначен представителем от Морского министерства в Совете департамента торгового мореплавания Министерства торговли и промышленности.
- 4.3.1913 назначен начальником Главного гидрографического управления Морского министерства и членом Конференции Николаевской морской академии.
- В 1917—1921 гг. работал в постоянной Полярной комиссии при Российской Академии наук, участвовал в организации Российского гидрологического института, где затем руководил работами отделения открытого моря морского отдела, преподавал в Морской академии.

Скончался М. Е. Жданко 16 ноября 1921 года в Петрограде во время чтения лекции в Морской академии. Похоронен в Петербурге на Смоленском православном кладбище: бетонная раковина с ажурным металлическим крестом и фотографией, недалеко от Прямой дорожки, справа от захоронения Юрия Яковлевича и Георгия Николаевича Леманов.
Племянница М. Е. Жданко Ерминия участвовала в пропавшей полярной экспедиции Брусилова на Св. Анне по Северному морскому пути.

### Исследовательская деятельность
С получением в 1886 году должности начальника Беломорской съёмки М. Е. Жданко полностью посвятил себя гидрографическим исследованиям, которым в общей сложности отдал 31 год службы. Из них 8 лет работал на Белом море, где были произведены исследования Онежского залива, части Двинского и Кандалакшского заливов и окрестностей, давшие возможность создать более точные карты этих мест. Им были выполнены экспедиции на Мурман, Печору и Новую Землю, во время которых были проведены астрономические и магнитные наблюдения, позволившие значительно исправить существующие карты.
В результате плавания в высоких северных широтах были созданы таблицы азимутов, которые дополнили известные таблицы Бардвуда, вычисленные для умеренных широт. В большинстве своих плаваний М. Е. Жданко проводил магнитные измерения и самостоятельно обрабатывал их, в результате чего были изданы статья «Исследования земного магнетизма в Балтийском море и Ледовитом океане» и магнитная карта Чёрного моря.
В 1890 году в издании Главного Гидрографического Управления выходят вычисленные М. Е. Жданко таблицы меридиональных частей для построения меркаторских карт на эллипсоиде Кларка, признанные в то время наиболее достоверными.
После назначения начальником гидрографической Экспедиции Восточного (ныне Тихого) океана в 1898-м году М. Е. Жданко продолжал исследования земного магнетизма, астрономические наблюдения, дополняя их исследованиями силы тяжести. Во время плаваний производились многочисленные наблюдения за течениями, исследования земной рефракции, измерения солёности и температуры воды. Результатом гидрографических работ стали ряд новых карт Японского и Охотского морей и многочисленные планы береговой линии. Был определён новый, более удобный фарватер в устье Амура.
В 1913 году М. Е. Жданко покинул Экспедицию в связи с назначением начальником Главного Гидрографического Управления в Санкт-Петербурге. После отставки в 1917 году работал в различных научных организациях, связанных с Российской Академией Наук. После революции 1917 года Жданко продолжал просветительскую работу и скончался во время проведения лекции в клубе Водников 16 ноября 1921 года.

## Память
Именем Жданко названы:
- гора и хребет на острове Сахалин[1],
- бухта в северо-восточной части бухты Новик,
- мыс у северного берега бухты Патрокл,
- два мыса на Новой Земле[1].

## Награды
- Орден Св. Анны 1-й степени
- Орден Св. Станислава 1-й степени (18 апреля 1910 г.)
- Орден Св. Владимира 2-й степени

## Труды
- Жданко М.Е. Очерк гидрографических работ, исполненных в Ледовитом океане летом 1894 года // Известия имп. Рус. геогр. об-ва. — СПб., 1895. — Т. 21. — С. 117.
- Жданко М.Е. Гидрографические работы в Восточном океане с 1898 по 1904 год // Морской сборник. — СПб., 1904. — № 10.
- Жданко М.Е. Исследование побережий Берингова и Охотского морей и нужды их по улучшению сообщений // Журнал Министерства путей сообщения. — СПб., 1908. — № 6.
- Жданко М.Е. Извлечение из доклада на заседании Русского географического общества 14 февраля 1912 года. — СПб.: Известия имп. Рус. геогр. об-ва, 1915. — Т. 51, вып. 3.
- Жданко М.Е. Гидрографические работы в Тихом океане. — Владивосток: Далекая окраина, 1913.
- Жданко М.Е. Памяти адмирала Г. И. Невельского. — Владивосток, 1913.
- Жданко М.Е. Относительное определение силы тяжести в заливе де-Кастри в 1911 году // Записки по гидрографии. — СПб.: Издание Главного Гидрографического Управления. Типография Морского Министерства, 1913. — Вып. XXXVII Часть I-я. — С. 392.
- Жданко М.Е. Работы русских моряков пo описи Охотского моря и лимана р. Амура // Известия имп. Рус. геогр. об-ва. — СПб., 1916. — Т. 52, вып. 10.
- Жданко М.Е. Работы русских моряков в Охотском море // Записки по гидрографии. — СПб., 1916. — Т. 40, вып. 5.